# بيلي ريفيس
بيلي ريفيس (بالإنجليزية: Billy Reeves)‏ (18 ديسمبر 1996 في المملكة المتحدة - ) هو لاعب كرة قدم ويلزي في مركز الوسط. لعب مع نادي ويتون ألبيون.

## وصلات خارجية
- بيلي ريفيس على موقع قاعدة بيانات كرة القدم.إي يو (الإنجليزية)